# Ley de Modernización de la Fuerza Laboral Agrícola

La Ley de Modernización de la Fuerza Laboral Agrícola es una propuesta de ley que cambió la Ley de Inmigración y Nacionalidad para establecer los términos y condiciones para los trabajadores no inmigrantes que trabajan como agricultores en Estados Unidos. El proyecto de ley se presentó en el 116.º Congreso de los Estados Unidos y se volvió a presentar en el 117.º Congreso de los Estados Unidos .
El proyecto de ley fue aprobado en la Cámara en una votación con una mayoría de 247 votos contra 174 votos el 18 de marzo de 2021.

## Provisiones
El proyecto de ley establece lo que es necesario para que una persona, su cónyuge y/o hijos se conviertan en trabajadores agrícolas certificados y puedan solicitar el estatus de residente legal permanente.

### Estatus temporal para Trabajadores Agrícolas Certificados
Para solicitar esto los criterios se basan en dos conjuntos de requerimientos distintos de los cuales sólo es necesario cu pulir uno para solicitar el estatus de agricultor certificado.
Extranjeros principales
- Haber trabajado o hecho servicios agrícolas en los Estados Unidos durante al menos 1,035 horas (o 180 días laborales) en los 2 años anterior a la fecha en la que se aprobó la ley.
- En el momento de admisión de esta Ley ni rompe las condiciones ni deportable de los Estados Unidos ni está bajo una concesión de salida forzada diferida o tiene un estatus de protección temporal bajo la sección 244 de la Ley de Inmigración y Nacionalidad.
- Ha estado en los Estados Unidos desde la fecha de aprobación de la ley, hasta la fecha en que se le otorga al extranjero el estatus de trabajador agrícola certificado.
- No rompe ninguna otra condición para el estatus de trabajador agrícola certificado

Cónyuge e hijos dependientes
- El estatus de dependiente de la agrícola certificado se puede otorgar al cónyuge o hijo de un extranjero al que se le otorgó el estatus de trabajador agrícola certificado según el párrafo, si el cónyuge o el hijo no incumplen cualquier de los criterios para el estatus de dependiente agrícola certificado.

Motivos de inadmisibilidad
- A un extranjero no se le puede conceder el estatus de trabajador agrícola certificado o dependiente agrícola certificado si se determina que el extranjero es inadmisible bajo la sección 212(a) de la Ley de Inmigración y Nacionalidad, excepto que al determinar la inadmisibilidad

Barras Criminales Adicionales
Un extranjero no puede obtener el estatus de trabajador agrícola certificado o dependiente agrícola certificado si se determina que no ha cometido ningún delito bajo la ley estatal para el cual un elemento esencial es el estado del que vine el extranjero y cualquier delito menor de tránsito, el extranjero ha sido condenado por:
- Cualquier delito grave, un delito grave con agravante según se define en la Ley de Inmigración y Nacionalidad en el momento de la condena,
- Tiene dos delitos menores que implican bajeza moral, como se describe en la Ley de Inmigración y Nacionalidad, a menos que el Secretario de Agricultura renuncie a un delito
- El migrante ha ha cometido tres o más delitos menores que no ocurran en la misma fecha y que no surjan del mismo acto, omisión o esquema de mala conducta.

Extensiones de estatus certificado
Los requisitos para alargar el permiso dependen del tipo de permiso.
Extranjeros principales
El Secretario de agricultura puede extender la condición de trabajador agrícola certificado por períodos adicionales de 5 años y medio a un extranjero que presente una solicitud completa, incluidas las tarifas por el proceso requeridas, dentro del período de 120 días que comienza 60 días antes del vencimiento del quinto año de la concesión inmediatamente anterior del estatus de trabajador agrícola certificado.
Para esto las condiciones son:
- El inmigrante ha trabajado o hecho servicios agrícolas en los Estados Unidos durante al menos 575 horas (o 100 días laborales) durante cada año de los 5 en los que tenía el permiso.

- No se ha roto ninguna de las condiciones necesarias para el estatus de trabajador agrícola certificado bajo la sección 101(b).

Cónyuge e hijos dependientes
El Secretario puede otorgar o extender el estatus de dependiente agrícola certificado al cónyuge o hijo de un extranjero al que se le otorgó una extensión del estatus de trabajador agrícola certificado conforme al párrafo si el cónyuge o el hijo no han roto las condiciones para el estatus de dependiente agrícola certificado.
Exención por presentaciones tardías
El final del período de 120 días puede ser alargado si el extranjero demuestra que la demora se debió a circunstancias extraordinarias fuera del control del extranjero o por otra buena causa.

### Residencia ganada opcional para trabajadores a largo plazo
Un trabajador agrícola certificado y su cónyuge y/o hijos pueden tener su estatus ajustado a residente legal permanente si cumplen con los siguientes criterios.
Extranjeros principales
El Secretario puede cambiar el estatus a un extranjero de trabajador agrícola certificado a residente permanente legal si el extranjero presenta una solicitud completa, incluidos los costos de procesamiento y penalización requerida, y el Secretario determina eso.
Condiciones:
-el extranjero ha realizado trabajos o servicios agrícolas durante no menos de 575 horas (o 100 días laborales) cada año durante al menos 10 años antes de la fecha de promulgación de esta Ley.
-Durante al menos 4 años en el estado de trabajador agrícola certificado 
o 
-el extranjero ha realizado trabajos o servicios agrícolas durante no menos de 575 horas (o 100 días laborales) cada año durante menos de 10 años antes de la fecha de promulgación de esta Ley pero ha tenido el estado de trabajador agrícola certificado durante 8 años.
-el extranjero no ha roto las condiciones para el estatus de trabajador agrícola certificado.
Extranjeros dependientes
El cónyuge y todos los hijos de un extranjero cuyo estatus se haya ajustado al de residente permanente legal también puede obtener la residencia permanente legal si:
-la relación familiar con el extranjero principal existía en la fecha en que se otorgó el ajuste de estatus a dicho extranjero, 
-el cónyuge o hijo no han roto para el estatus de dependiente de trabajador agrícola certificado.
Protecciones para cónyuges e hijos
El Secretario de Seguridad Nacional establecerá procedimientos para permitir que el cónyuge o hijo de un trabajador agrícola certificado solicite por sí mismo la residencia permanente legal en casos que involucren
-la muerte del trabajador agrícola certificado, siempre que el cónyuge o hijo presente una petición a más tardar 2 años después de la fecha de la muerte del trabajador.
-el cónyuge o un hijo están siendo golpeados o siendo atacados de forma cruel por parte del trabajador agrícola certificado.
Documentación del historial de trabajo
No se requerirá que un solicitante de ajuste de estatus vuelva a presentar evidencia de historial laboral que se haya presentado previamente al Secretario en relación con una extensión aprobada del estatus de trabajador agrícola certificado.

## Historia legislativa
El 15 de abril de 2021:
| Congreso       | Título corto                                               | Número(s) de factura | Fecha de presentación    | Patrocinador(es)   | # de copatrocinadores | Último estado                                                                                                 |
| -------------- | ---------------------------------------------------------- | -------------------- | ------------------------ | ------------------ | --------------------- | --- |
| 116.º Congreso | Ley de Modernización de la Fuerza Laboral Agrícola de 2019 | H.R. 5038            | 12 de noviembre de 2019  | Zoe Lofgren (D-CA) | 62                    | Aprobado en la Cámara (260 - 165).                                                                            |
| 116.º Congreso | Ley de Modernización de la Fuerza Laboral Agrícola de 2019 | H.R. 4916            | 30 de septiembre de 2019 | Zoe Lofgren (D-CA) | 46                    | Murió en el Comité                                                                                            |
| 117.º Congreso | Ley de Modernización de la Fuerza Laboral Agrícola de 2021 | H.R. 1537            | 3 de marzo de 2021       | Zoe Lofgren (D-CA) | 3                     | Remitido a los Comités de Asuntos Judiciales, Medios y Arbitrios, Educación y Trabajo y Servicios Financieros |
| 117.º Congreso | Ley de Modernización de la Fuerza Laboral Agrícola de 2021 | H.R. 1603            | 8 de marzo de 2021       | Zoe Lofgren (D-CA) | 61                    | Aprobado en la Cámara (247-174).                                                                              |